# Acris crepitans
Acris crepitans là một loài nhái bén nhỏ bản địa Hoa Kỳ và Đông Bắc Mexico. Có ba phân loài được công nhận. Nó là một trong hai loài động vật có xương sống nhỏ nhất của Bắc Mỹ, dài từ 19–38 mm. Màu sắc lưng của nó rất khác nhau, và bao gồm màu xám, xanh và nâu. 
Loài này hoạt động vào ban ngày và thường hoạt động quanh năm, ngoại trừ ở giữa mùa đông ở khu vực phía Bắc, khi nước đông lạnh. Chế độ ăn uống chính của chúng là côn trùng nhỏ dài 0,5 inch đến 1,5 inch, bao gồm cả muỗi. Chúng là môi của một số loài, bao gồm chim, cá, và loài ếch khác. Để trốn tránh kẻ thù, chúng có khả năng nhảy lên đến 2 mét trong một bước nhảy duy nhất và là loài bơi lội tuyệt vời.

## Hình ảnh

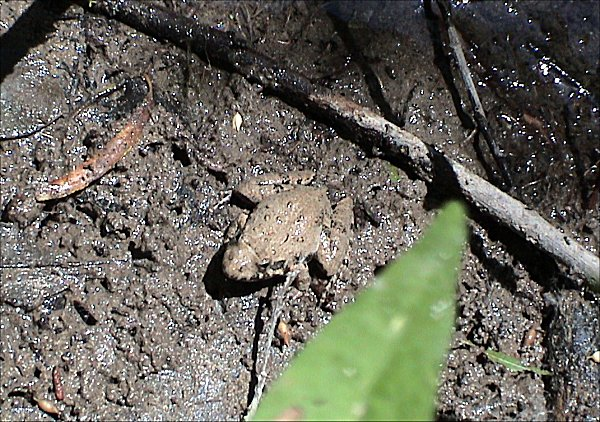
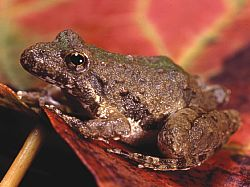
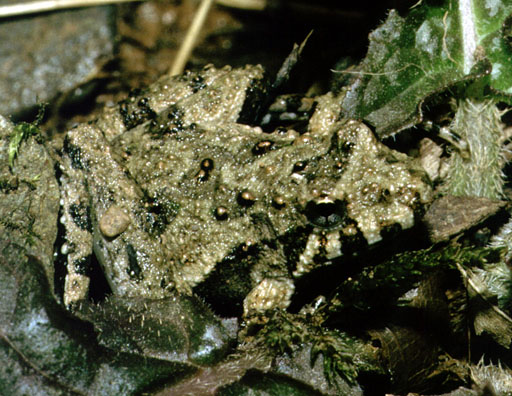
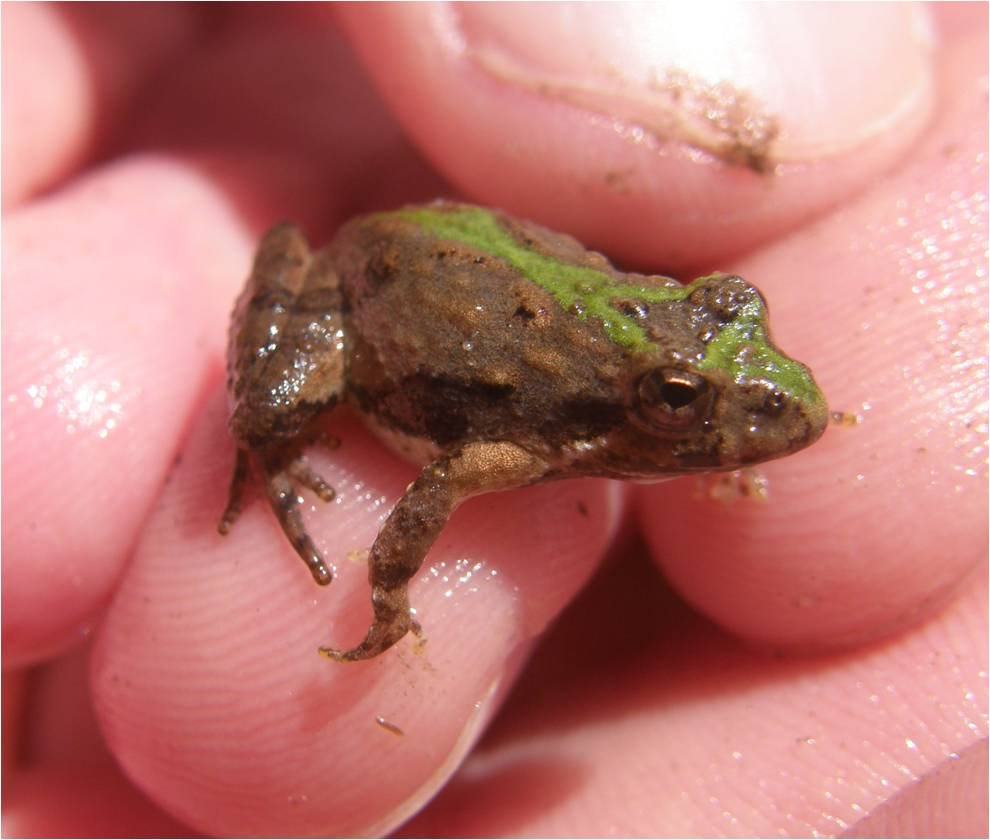